# Iso Pirttisaari (ö i Päijänne-Tavastland)
Iso Pirttisaari är en ö i Finland. Den ligger i sjön Ruotsalainen och i kommunen Heinola i den ekonomiska regionen  Lahtis ekonomiska region  och landskapet Päijänne-Tavastland, i den södra delen av landet, 130 km nordost om huvudstaden Helsingfors. Öns area är 18,9 hektar och dess största längd är 0,8 kilometer i nord-sydlig riktning.